# Julius Streicher

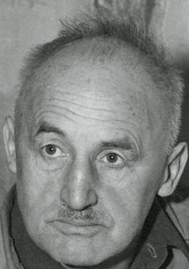
Julius Streicher in seiner Zelle im Zellengefängnis Nürnberg, 24. November 1945

Julius Sebastian Streicher (* 12. Februar 1885 in Fleinhausen bei Augsburg; † 16. Oktober 1946 in Nürnberg) war ein deutscher Publizist und Politiker (DSP, NSDAP).
Julius Streicher war ab 1925 NSDAP-Gauleiter von Mittelfranken (1936 umbenannt in Gau Franken).
Er war Gründer, Eigentümer und Herausgeber des antisemitischen politpornografischen Hetzblattes Der Stürmer. Der herausgebende Verlag blieb bis Kriegsende in Streichers Eigentum und machte ihn zum mehrfachen Millionär. Zudem war Streicher 1933 Herausgeber des Nürnberger NS-Parteiorgans Fränkische Tageszeitung. Wegen Korruptionsvorwürfen im Zusammenhang mit Arisierungen verlor er 1940 all seine Parteiämter.
Streicher gehörte zu den 24 im Prozess gegen die Hauptkriegsverbrecher vor dem Internationalen Militärgerichtshof in Nürnberg Angeklagten und wurde 1946 wegen Verbrechen gegen die Menschlichkeit zum Tod durch den Strang verurteilt und hingerichtet.

## Leben

### Familie, Jugend und Erster Weltkrieg
Streicher war eines von neun Kindern des Volksschullehrers Friedrich Streicher und dessen Frau Anna Streicher, geborene Weiss. Nach Abschluss der achtjährigen Volksschule absolvierte er ebenfalls eine Ausbildung zum Volksschullehrer. Von 1904 bis zu seiner Dienstentlassung 1923 arbeitete er in diesem Beruf. Bereits als Lehrer sei er durch Jähzorn und diktatorisches Gehabe aufgefallen, so der ehemalige Schüler und spätere SPD-Reichstags- und Bundestagsabgeordnete Josef Felder. Im Jahr 1909 ließ sich Streicher nach Nürnberg versetzen, wo er 1913 Kunigunde Roth, die Tochter eines Bäckers und Brauers in Bamberg, heiratete. Mit ihr hatte er zwei Söhne, Lothar (* 1915) und Elmar (* 1918). Kunigunde Streicher starb 1943. Im Mai 1945 heiratete er Adele Tappe, die seit Mai 1940 seine Sekretärin gewesen war.
Im Ersten Weltkrieg leistete er Kriegsdienst beim 6. Bayerischen Reserve-Infanterie-Regiment. Er war Adjutant bei der Gebirgs-MG-Abteilung und erst Gefreiter, ab 1917 Leutnant der Reserve bei den Radfahrtruppen, wo er wegen Disziplinlosigkeit verwarnt wurde.

### Politische Anfänge
Ab Februar 1919 war er Mitglied des Deutschvölkischen Schutz- und Trutzbundes, einer antisemitisch-völkischen Organisation. Im Januar 1920 trat er der daraus hervorgegangenen ebenfalls antisemitischen Deutschsozialistischen Partei (DSP) bei und war von April 1920 bis 1921 Mitglied des DSP-Reichsvorstandes. Um 1921 wohnte Streicher eine Zeitlang im Forsthaus von Ipsheim, von wo aus er zu Versammlungen im Bereich des Aischgrunds fuhr und dort gegen Juden und Sozialisten gerichtete Reden hielt. Nach einer Rede Streichers am 26. März 1922 in Neustadt an der Aisch wurde dort eine Ortsgruppe der Deutschen Werkgemeinschaft gegründet, woraus am 16. März 1923 die dortige NSDAP-Ortsgruppe hervorging, deren Chronik auch den Antisemitismus Streichers dokumentiert. Nach der Auflösung der DSP im Herbst 1922 gründete Streicher am 20. Oktober 1922 in Nürnberg in Anwesenheit Adolf Hitlers die Ortsgruppe der NSDAP. 1923 nahm er am Hitler-Ludendorff-Putsch teil.

### Entlassung als Lehrer und weiteres Wirken bis 1933
Nachdem er bis dahin sowohl bei seinen politischen als auch bei seinen antisemitischen Betätigungen stets von der Schulbürokratie gedeckt worden war, war er nun unhaltbar geworden und wurde vom Schuldienst suspendiert. Die förmliche Entlassung als Volksschullehrer folgte 1928. Seit 1923 war er ausschließlich politisch tätig. Gemeinsam mit Hermann Esser und Max Amann verdrängte er Alfred Rosenberg aus der Leitung der Großdeutschen Volksgemeinschaft, einer Tarnorganisation, die die Geschäfte der verbotenen NSDAP in Bayern weiterführte. Wegen „nationalkommunistischer Umtriebe“ erließ Staatskommissar Gustav von Kahr am 12. Januar 1924 einen Schutzhaftbefehl gegen Streicher, der eine Woche später verhaftet und bis Ende Februar in Landsberg inhaftiert wurde. Streicher war Mitglied des Nürnberger Stadtrats und von 1924 bis 1932 auch Abgeordneter im Bayerischen Landtag, zunächst im Völkischen Block (April bis August 1924) und ab August 1925 als Angehöriger der neu gebildeten NS-Fraktion. Ein früher Vertrauter Streichers, der von Parteigenossen als „geistiger Leiter des Nürnberger Gaues“ angesehen wurde, war Ludwig Franz Gengler. Wegen „fortgesetzten Vergehens der Beleidigung in Tateinheit mit einem fortgesetzten Vergehen der üblen Nachrede“ wurde Streicher am 16. Dezember 1925 vom Landgericht Nürnberg-Fürth zu einer zweimonatigen Gefängnisstrafe verurteilt. Der Central-Verein deutscher Staatsbürger jüdischen Glaubens (CV) ließ prüfen, inwieweit „Der Stürmer“ gegen deutsches Recht verstieß, und dokumentierte dessen verfälschte und sinnentstellende Zitate aus dem Talmud, darunter die Behauptung, der Talmud fordere zu sexuellem Missbrauch und zu Ritualmorden auf und gestatte Juden den Meineid vor nichtjüdischen Gerichten. Als genug belastendes Material beisammen war, klagte der CV Streicher und den „Stürmer“-Redakteur Karl Holz an. In diesem „Talmudprozess“ verurteilte das Schwurgericht Nürnberg Streicher und Holz am 4. November 1929 wegen „Beschimpfung der jüdischen Religionsgemeinschaft“ zu Gefängnisstrafen, Holz zu 3½ Monaten, Streicher zu 2 Monaten. Der von der Anklage benannte Gutachter im Prozess war der Rabbiner Max Eschelbacher. Die Verteidigung benannte Erich Bischoff als Gutachter.
Gegen den Nürnberger Oberbürgermeister Hermann Luppe (DDP) führte Streicher, unterstützt von seinem Vertrauten, dem Arzt, NSDAP-Propagandisten und „Stürmer“-Redakteur Fritz Hülf (1899–1972), einen reichsweit beachteten Prozess, bei dem er sich der Taktik der Diffamierungen und Verleumdungen bediente. Luppe bekam letztendlich Recht und konnte sich bis 1933 im Amt behaupten.
Ein weiteres Beispiel für den Umgang Streichers mit seinen Gegnern ist der in der Freiwirtschaftsbewegung engagierte Nürnberger Pädagoge Benedikt Uhlemayr. Unter Anwendung von Gewalt bekämpfte ihn Streicher seit Mitte der 1920er Jahre. Uhlemayr erlag 1942 den Verletzungen, die „Streichers Schergen“ ihm im Gefängnis und später auf offener Straße zugefügt hatten.

### Zeit des Nationalsozialismus

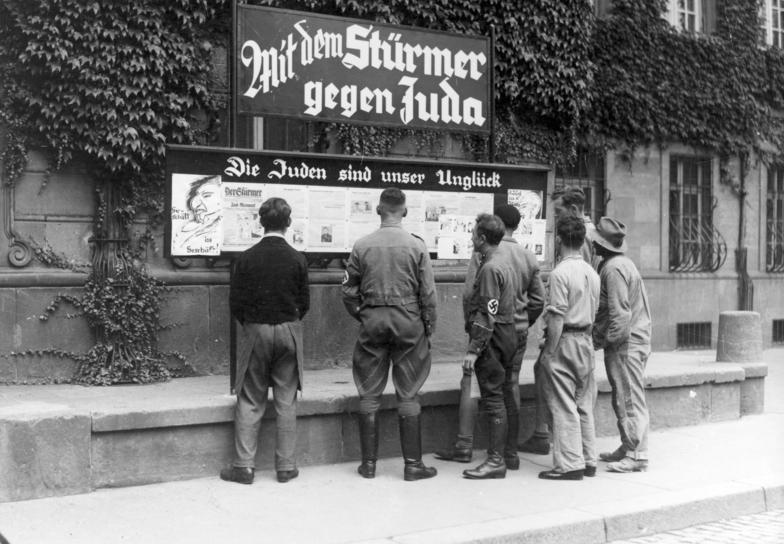
Männer stehen vor einem Schaukasten Des Stürmers (Gaubildarchiv Worms 1935)

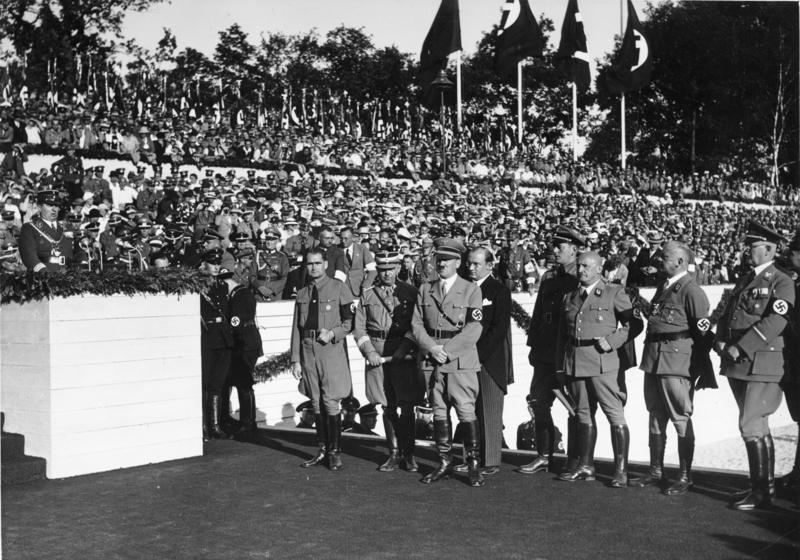
Reichsparteitag 1935 in Nürnberg: Grundsteinlegung der Kongresshalle.

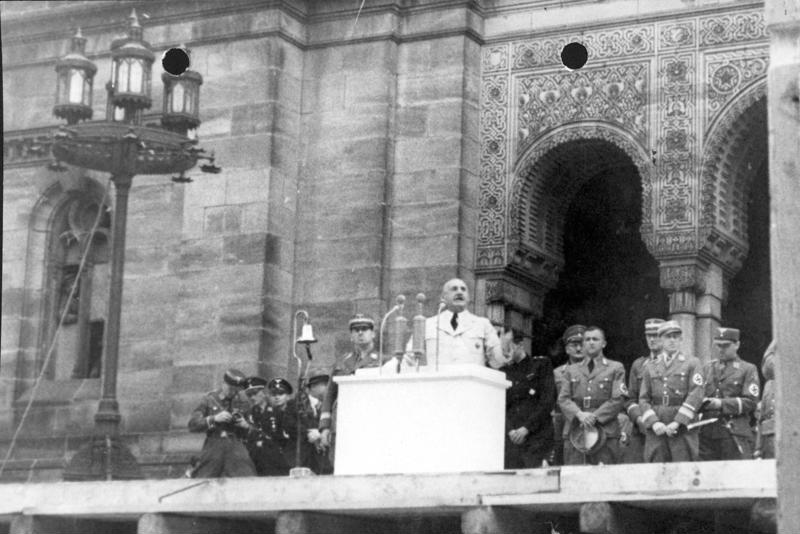
Die Rede Streichers vor der Nürnberger Hauptsynagoge, bei der er den Befehl zum Abbruch erteilte, 10. August 1938

Von 1932 bis 1945 war Streicher Mitglied der NSDAP-Fraktion des Reichstags. In der NSDAP war er mit Sitz in Nürnberg von 1925 bis 1940 Gauleiter des Gaues Mittelfranken, später umbenannt in Gau Franken. In dieser Eigenschaft gab er sich schon in den 1930er Jahren den Titel „Frankenführer“. In der SA hatte er den Rang eines Obergruppenführers. Streicher stand in innerparteilicher Konkurrenz zu Nürnbergs Oberbürgermeister Willy Liebel, der stets um einen äußerlich korrekten Anschein bemüht war und Distanz zu Streicher hielt. Dieser reklamierte in Franken die unbedingte Führungsrolle in der Partei und im Gau.

#### Wirken als Antisemit
Streicher ging besonders scharf gegen Juden vor und setzte dabei auch frühzeitig und demonstrativ auf äußerlich sichtbare Zeichen des Antisemitismus. Auf sein Betreiben hin wurde 1933 in Nürnberg eine junge Frau, die mit einem Nürnberger Juden befreundet gewesen war, öffentlich angeprangert. Diese Vorgehensweise gegen so genannte „Rassenschänder“ und „ehrvergessene“ Frauen wurde in den Sommermonaten des Jahres 1935 bis zur Verkündung der Nürnberger Blutschutzgesetze reichsweit praktiziert. Hintergrund war die so genannte Imprägnierungstheorie, die Streicher von dem völkischen Schriftsteller Artur Dinter übernommen und radikalisiert hatte. In einer Rede erläuterte Streicher am 1. Dezember 1934, das Sperma eines Juden sei „artfremdes Eiweiß“, das beim Geschlechtsverkehr mit einer „arischen“ Frau in ihr Blut gelange und von da ihre Seele vergifte: Bereits nach einem einzigen solchen Sexualkontakt sei sie quasi jüdisch imprägniert und könne keine „arischen“ Kinder mehr gebären, sondern nur noch „Bastarde“. Das Rassenpolitische Amt der NSDAP bezeichnete diese Theorie als „Irrlehre“ und setzte darauf, vermeintlich gemischtrassische Nachkommen zu verhindern. Die Auseinandersetzungen zwischen diesen beiden rassistischen Überzeugungen innerhalb der NSDAP zogen sich von den Nürnberger Gesetzen bis zur Wannseekonferenz 1942 hin.
Auf Streichers persönliche Intervention erfolgte 1934 so der Abbau des von ihm als „Judenbrunnen“ titulierten Neptunbrunnens auf dem Marktplatz von Nürnberg. Er erzwang den Abbruch der Nürnberger Hauptsynagoge am Hans-Sachs-Platz bereits im August 1938, einige Monate vor der Reichspogromnacht. Seit März 1933 leitete er das Zentralkomitee zur Abwehr der jüdischen Greuel- und Boykotthetze, das die Boykottmaßnahmen gegen jüdische Unternehmen, Rechtsanwälte und Ärzte vom 1. April 1933 koordinierte.
Streicher propagierte einen eliminatorischen und ungewöhnlich vulgären Antisemitismus, der ihm Kritik selbst in seiner Partei einbrachte. Die wesentliche Plattform dafür war die von ihm gegründete, ihm gehörende und von ihm herausgegebene Hetzschrift Der Stürmer, die regelmäßig pornografische Gräuelpropaganda über angebliche sexuelle Übergriffe von Juden an nichtjüdischen Frauen und Mädchen kolportierte. Das seit 1923 erscheinende Blatt erreichte 1938 mit einer halben Million Exemplaren seine höchste Auflage. Bekannt war der Stürmer für seine antisemitischen Karikaturen und seine Verquickung von Antisemitismus mit sexuellen Obsessionen, die ihn zu einem Medium politischer Pornografie machte. Streicher war für seine sexuellen Eskapaden bekannt. Konkurrierende NSDAP-Funktionäre wie Hermann Göring verbreiteten, er hätte politische Gefangene vergewaltigt. Seit 1927 zeigte Der Stürmer auf der Titelseite als Motto das fälschlich auch Streicher zugeschriebene Zitat „Die Juden sind unser Unglück“ des Historikers Heinrich von Treitschke.

#### Korruptionsvorwürfe und Enthebung der Parteiämter
Nach den Pogromen am 9. und 10. November 1938, bei denen allein in Nürnberg elf Menschen ermordet wurden, lud die Gauleitung die jüdischen Eigentümer in die Dienststellen der Deutschen Arbeitsfront vor, wo sie mit psychischem Druck oder mit Gewalt gezwungen wurden, ihre Grundstücke, Häuser und Geschäfte an den Gau Franken oder von ihm benannte Personen abzutreten. Die Entschädigungszahlungen bei diesen Erpressungen lagen in vielen Fällen unter zehn Prozent des tatsächlichen Wertes. Obwohl der Gau Franken keine juristische Person war, akzeptierten die Grundbuchämter in Nürnberg und Fürth die Eigentumsübertragungen. Bei einem Treffen führender nationalsozialistischer Funktionsträger, das am 12. November 1938 unter Görings Vorsitz stattfand, wurde eine Untersuchungskommission eingesetzt. Diese stieß, wie der Historiker Peter Hüttenberger formuliert, auf ein „Wespennest von Korruption“ und stoppte Streichers Arisierungen, der vergeblich versuchte, die Verantwortung auf seinen Stellvertreter Karl Holz abzuwälzen. Die Kommission störte nicht etwa die Tatsache, dass die Juden im Gau Nürnberg ausgeraubt und ermordet worden waren, sondern dass sich mit Streicher jemand bereichert hatte, dem dies aus nationalsozialistischer Sicht nicht zustand. Sie ergänzte ihren Bericht mit einer Liste sonstiger Vergehen und Abartigkeiten des Gauleiters, die seine Raffgier, seine exzessive Aggressivität selbst gegenüber führenden Parteigenossen und öffentliches übergriffiges Verhalten gegenüber Frauen thematisierte. Streicher wurde vom Obersten Parteigericht der NSDAP bescheinigt, er sei für Führungsaufgaben ungeeignet. Ein „Gauleiter-Ehrengericht“ enthob ihn im Februar 1940 aller seiner Ämter. Zudem hatte Streicher behauptet, Göring sei impotent und dessen Tochter ein Produkt künstlicher Besamung. Zwar hielten auch hohe Parteigenossen ihn für „nicht ganz zurechnungsfähig“, doch genoss er die persönliche Protektion Hitlers. Der Stürmer und der zugehörige Verlag, an denen Streicher gut verdiente, wurden ihm auf Hitlers Anweisung belassen. Streicher wurde verboten, Nürnberg zu betreten. Er wohnte unbehelligt außerhalb der Stadt auf dem Landgut Pleikershof bei Cadolzburg. Auf Anordnung Hitlers durfte Streicher den Titel „Gauleiter“ weiterhin führen und auch die zugehörige Uniform tragen.
Für den Reichsparteitag 1933 räumte Streicher der Firma Daimler-Benz das Reklamemonopol ein und erhielt als Gegenleistung ein 1,7 Ltr.-Cabriolet.
Nach Aussage von Leni Riefenstahl habe Streicher einen Brief an sie geschrieben, sie müsse unbedingt bei Hitler intervenieren, um die Vergasungen zu stoppen, diese seien eine Sünde gegen Gott.
Streicher war in der Zeit des Nationalsozialismus Namensgeber für nach dem Ende des Zweiten Weltkriegs wieder rückbenannte Straßen (etwa in Fürth und Wassertrüdingen) und Ehrenbürger mehrerer fränkischer Gemeinden, u. a. Neustadt an der Aisch, Erlangen und Schwabach.

### Nach der deutschen Kapitulation

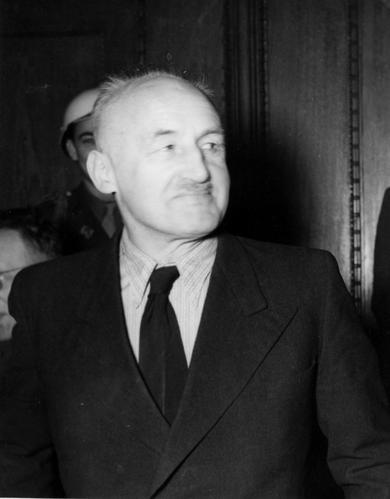
Julius Streicher als Angeklagter bei den Nürnberger Prozessen, 1946

#### Verhaftung
Nach dem Einmarsch von Einheiten der US Army in Bayern wurde Streicher am 23. Mai 1945 an seinem Fluchtort, einem Dorf bei Waidring in den Alpen, festgenommen und anschließend nach Berchtesgaden gebracht. Ein Offizier der 101. Luftlandedivision war einem Hinweis aus der Bevölkerung gefolgt, dass sich in einem Haus ein hochrangiger Nationalsozialist verstecke. Streicher selbst hatte sich den Amerikanern zuerst als Maler mit dem Namen Sailer ausgegeben. Bis zu seiner Überstellung nach Nürnberg war Streicher zusammen mit einer Gruppe von NSDAP-Funktionären und hohen Wehrmachtangehörigen im Kriegsgefangenenlager Nr. 32 (Camp Ashcan) in Bad Mondorf in Luxemburg interniert. Während dieser Zeit wurde er unter anderem vom späteren Kabarettisten Georg Kreisler verhört, auf den er einen geistig verwirrten Eindruck machte. Die britische Journalistin und Prozessbeobachterin Rebecca West beschrieb ihn als „dirty old man of the sort that gives trouble in parks“ – als „schmutziger alter Mann von der Sorte, die in Parks Ärger macht“. Es ist anzunehmen, dass diese Einschätzung auf die Begegnung von Streicher mit Erika Mann zurückzuführen ist. 1945 schrieb Erika Mann für den Londoner Evening Standard über den ersten Nürnberger Kriegsverbrecherprozess und verschaffte sich Zutritt zum Gefängnis in Mondorf-les-Bains (Luxemburg), wo die Repräsentanten des NS-Regimes einsaßen, u. a. auch Streicher. Als sie im Türrahmen seiner Zelle stand, erkannte er sie sofort. Er lächelte höhnisch und sagte: „Na, Sie sind also gekommen, um all die wilden Tiere im Zoo anzustarren.“ Nach einer kurzen Pause fügte er hinzu: „Dann können Sie auch gleich alles sehen!“ – und ließ seine Hose herunter. Erika Mann verließ wortlos die Zelle und ging zur nächsten Zelle.

#### Nürnberger Prozess und Hinrichtung
Im Nürnberger Prozess gegen die Hauptkriegsverbrecher behauptete Streicher zunächst, vom Holocaust nichts gewusst zu haben; er sei lediglich ein „Naturfreund“ gewesen, der nur die „Fremdlinge“ aus dem Land haben wollte. Ihm konnte im Verfahren nachgewiesen werden, dass er durch eine jüdische Zeitung aus der Schweiz, die er im Abonnement bezog, über die Nachrichten über die Menschenvernichtung informiert war. Damit konfrontiert, änderte er seine Behauptung dahingehend, dass er es nicht geglaubt habe. Auf die im Verfahren vielfach vorgebrachte Frage, wieso er nach Kenntnis dieser Meldungen immer noch im Stürmer ausdrücklich die Vernichtung der Juden forderte, versuchte Streicher, den Gerichtshof glauben zu machen, er habe mit „Vernichtung“ etwas anderes gemeint.
Am 1. Oktober 1946 wurde er wegen Verbrechen gegen die Menschlichkeit zum Tod durch den Strang verurteilt und am 16. Oktober 1946 im Nürnberger Justizgefängnis hingerichtet. Sein Leichnam wurde im Städtischen Krematorium auf dem Münchner Ostfriedhof eingeäschert und die Asche am folgenden Tag in den Wenzbach, einen Zufluss der Isar, gestreut.
Im Rückblick bezeichnete der in Nürnberg für die Anklage tätige Militärjurist und Historiker Telford Taylor das Todesurteil gegen Streicher als unbekümmert und gedankenlos. Insbesondere die seines Erachtens sorglose Art und Weise, mit der die Mitglieder des Gerichtshofs Streicher an den Galgen brachten, sei im Grunde unverzeihlich gewesen, da die Herausgabe einer Zeitung, so unerträglich und aufreizend sie auch sein mochte, nur mit größter Vorsicht mit strafrechtlich relevanten Anschuldigungen in Verbindung gebracht werden kann. Mit der Verurteilung sollte ein Zeichen gegen den international bekanntesten Proponenten des Rassenhasses gesetzt werden.